# Saison 2004 de l'équipe cycliste Quick Step-Davitamon
L'Équipe cycliste Quick Step-Davitamon faisait partie en 2004 des Groupes Sportifs I, la première division des équipes cyclistes professionnelles.

## Préparation de la saison 2004

### Arrivées et départs
| Arrivées                 | Équipe 2003                |
| ------------------------ | -------------------------- |
| Laurent Dufaux           | Alessio                    |
| José Antonio Garrido     | Paternina-Costa de Almería |
| Juan Miguel Mercado      | iBanesto.com               |
| José Antonio Pecharromán | Paternina-Costa de Almería |
| Stefano Zanini           | Saeco                      |

| Départs             | Équipe 2004          |
| ------------------- | -------------------- |
| David Cañada        | Saunier Duval-Prodir |
| Andrey Kashechkin   | Crédit agricole      |
| Domenico Passuello  |                      |
| Kurt Van de Wouwer  | MrBookmaker.com      |
| Frank Vandenbroucke | Fassa Bortolo        |
| Piotr Wadecki       | Lotto-Domo           |

## Effectif
| Cycliste                 | Date de naissance | Nationalité | Équipe 2003                  |
| ------------------------ | ----------------- | ----------- | ---------------------------- |
| Frédéric Amorison        | 16.02.1978        | Belgique    |                              |
| Paolo Bettini            | 01.04.1974        | Italie      |                              |
| László Bodrogi           | 11.12.1976        | Hongrie     |                              |
| Tom Boonen               | 15.10.1980        | Belgique    |                              |
| Davide Bramati           | 28.06.1968        | Italie      |                              |
| Aurélien Clerc           | 26.08.1976        | Suisse      |                              |
| Wilfried Cretskens       | 10.07.1976        | Belgique    |                              |
| Dimitri De Fauw 1        | 13.07.1981        | Belgique    | Quick Step-Davitamon-Latexco |
| Laurent Dufaux           | 25.05.1969        | Suisse      | Alessio                      |
| José Antonio Garrido     | 28.11.1975        | Espagne     | Paternina-Costa de Almeria   |
| Pedro Horrillo           | 27.09.1974        | Espagne     |                              |
| Kevin Hulsmans           | 11.04.1978        | Belgique    |                              |
| Aaron Kemps 2            | 10.09.1983        | Australie   |                              |
| Servais Knaven           | 06.03.1971        | Pays-Bas    |                              |
| Juan Miguel Mercado      | 08.07.1978        | Espagne     | iBanesto.com                 |
| Johan Museeuw            | 13.10.1965        | Belgique    |                              |
| Nick Nuyens              | 05.05.1980        | Belgique    |                              |
| Luca Paolini             | 17.01.1977        | Italie      |                              |
| José Antonio Pecharromán | 16.06.1978        | Espagne     | Paternina-Costa de Almeria   |
| Michael Rogers           | 20.12.1979        | Australie   |                              |
| Patrik Sinkewitz         | 20.10.1980        | Allemagne   |                              |
| Harald Starzengruber 2   | 11.04.1981        | Autriche    |                              |
| Bram Tankink             | 03.12.1978        | Pays-Bas    |                              |
| Jurgen Van Goolen        | 28.11.1980        | Belgique    |                              |
| Sven Vanthourenhout      | 14.01.1981        | Belgique    |                              |
| Richard Virenque         | 19.11.1969        | France      |                              |
| Wouter Weylandt 2        | 27.09.1984        | Belgique    |                              |
| Stefano Zanini           | 23.01.1969        | Italie      | Saeco                        |

- 2À partir du 1er septembre.

## Bilan de la saison

### Victoires
| Date       | Course                                            | Pays        | Classe | Vainqueur           |
| ---------- | ------------------------------------------------- | ----------- | ------ | ------------------- |
| 03/02/2004 | 2e étape du Tour du Qatar                         | Qatar       |        | Tom Boonen          |
| 12/02/2004 | 2e étape du Tour méditerranéen                    | France      |        | Paolo Bettini       |
| 15/02/2004 | 1re étape du Tour d'Andalousie                    | Espagne     |        | Tom Boonen          |
| 08/03/2004 | 2e étape de Paris-Nice                            | France      |        | Pedro Horrillo      |
| 13/03/2004 | 4e étape de Tirreno-Adriatico                     | Italie      |        | Paolo Bettini       |
| 15/03/2004 | 6e étape de Tirreno-Adriatico                     | Italie      |        | Paolo Bettini       |
| 16/03/2004 | Classement général de Tirreno-Adriatico           | Italie      |        | Paolo Bettini       |
| 27/03/2004 | Grand Prix E3                                     | Belgique    |        | Tom Boonen          |
| 28/03/2004 | Flèche brabançonne                                | Belgique    |        | Luca Paolini        |
| 01/04/2004 | 4e étape des Trois Jours de La Panne              | Belgique    |        | László Bodrogi      |
| 07/04/2004 | Gand-Wevelgem                                     | Belgique    |        | Tom Boonen          |
| 14/04/2004 | Grand Prix de l'Escaut                            | Belgique    |        | Tom Boonen          |
| 22/04/2004 | 3e étape du Tour du Trentin                       | Italie      |        | Juan Miguel Mercado |
| 14/05/2004 | 1re étape du Tour de Picardie                     | France      |        | Tom Boonen          |
| 15/05/2004 | 2e étape du Tour de Picardie                      | France      |        | Tom Boonen          |
| 16/05/2004 | Classement général du Tour de Picardie            | France      |        | Tom Boonen          |
| 20/05/2004 | 2e étape du Tour de Belgique                      | Belgique    |        | Tom Boonen          |
| 01/06/2004 | 2e étape du Tour d'Allemagne                      | Allemagne   |        | Tom Boonen          |
| 02/06/2004 | 3e étape du Tour d'Allemagne                      | Allemagne   |        | Patrik Sinkewitz    |
| 06/06/2004 | 7e étape du Tour d'Allemagne                      | Allemagne   |        | Tom Boonen          |
| 06/06/2004 | Classement général du Tour d'Allemagne            | Allemagne   |        | Patrik Sinkewitz    |
| 16/06/2004 | Prologue du Ster Elektrotoer                      | Pays-Bas    |        | Tom Boonen          |
| 17/06/2004 | 1re étape du Ster Elektrotoer                     | Pays-Bas    |        | Tom Boonen          |
| 19/06/2004 | 8e étape du Tour de Suisse                        | Suisse      |        | Paolo Bettini       |
| 19/06/2004 | 3e étape du Ster Elektrotoer                      | Pays-Bas    |        | Nick Nuyens         |
| 20/06/2004 | Classement général du Ster Elektrotoer            | Pays-Bas    |        | Nick Nuyens         |
| 24/06/2004 | Championnat de Hongrie du contre-la-montre        | Hongrie     |        | László Bodrogi      |
| 09/07/2004 | 6e étape du Tour de France                        | France      |        | Tom Boonen          |
| 10/07/2004 | 4e étape de la Uniqa Classic                      | Autriche    |        | Pedro Horrillo      |
| 14/07/2004 | 10e étape du Tour de France                       | France      |        | Richard Virenque    |
| 23/07/2004 | 18e étape du Tour de France                       | France      |        | Juan Miguel Mercado |
| 25/07/2004 | 20e étape du Tour de France                       | France      |        | Tom Boonen          |
| 04/08/2004 | Grand Prix de la ville de Camaiore                | Italie      |        | Paolo Bettini       |
| 05/08/2004 | 4e étape du Tour de Burgos                        | Espagne     |        | Aurélien Clerc      |
| 14/08/2004 | Course en ligne des Jeux Olympiques               | Grèce       |        | Paolo Bettini       |
| 01/09/2004 | 1re étape du Tour de Grande-Bretagne              | Royaume-Uni |        | Stefano Zanini      |
| 03/09/2004 | 3e étape du Tour de Grande-Bretagne               | Royaume-Uni |        | Tom Boonen          |
| 08/09/2004 | Mémorial Rik Van Steenbergen                      | Belgique    |        | Tom Boonen          |
| 11/09/2004 | Paris-Bruxelles                                   | Belgique    |        | Nick Nuyens         |
| 15/09/2004 | Grand Prix de Wallonie                            | Belgique    |        | Nick Nuyens         |
| 19/09/2004 | Grand Prix de l'industrie et du commerce de Prato | Italie      |        | Nick Nuyens         |
| 23/09/2004 | 1re étape du Circuit franco-belge                 | Belgique    |        | Paolo Bettini       |
| 25/09/2004 | 3e étape du Circuit franco-belge                  | Belgique    |        | Tom Boonen          |
| 26/09/2004 | 4e étape du Circuit franco-belge                  | Belgique    |        | Tom Boonen          |
| 29/09/2004 | Championnat du monde du contre-la-montre          | Italie      |        | Michael Rogers      |
| 24/10/2004 | Japan Cup                                         | Japon       |        | Patrik Sinkewitz    |

### Résultats sur les courses majeures
Les tableaux suivants représentent les résultats de l'équipe dans les principales courses du calendrier international (les cinq classiques majeures et les trois grands tours). Pour chaque épreuve est indiqué le meilleur coureur de l'équipe, son classement ainsi que les accessits glanés par Quick-Step Floors sur les courses de trois semaines.

#### Classiques
| Classique            | Milan-San Remo     | Tour des Flandres  | Paris-Roubaix      | Liège-Bastogne-Liège | Tour de Lombardie   |
| -------------------- | ------------------ | ------------------ | ------------------ | -------------------- | ------------------- |
| Coureur (classement) | Paolo Bettini (8e) | Paolo Bettini (9e) | Johan Museeuw (5e) | Paolo Bettini (22e)  | Paolo Bettini (29e) |

#### Grands tours
| Grand tour           | Tour d'Italie    | Tour de France | Tour d'Espagne                 |
| -------------------- | ---------------- | --- | ------------------------------ |
| Coureur (classement) | Ne Participe Pas | Richard Virenque (15e) | José Antonio Pecharromán (49e) |
| Accessits            | Ne Participe Pas | 4 victoires d'étapes (Tom Boonen (2), Juan Miguel Mercado, Richard Virenque) Grand Prix de la montagne (Richard Virenque) | /                              |

## Classements UCI

### Individuel
| Rang | Coureur             | Points |
| ---- | ------------------- | ------ |
| 2    | Paolo Bettini       | 2239   |
| 10   | Tom Boonen          | 1449   |
| 46   | Nick Nuyens         | 716    |
| 50   | Michael Rogers      | 691    |
| 100  | Luca Paolini        | 466    |
| 102  | Patrik Sinkewitz    | 465    |
| 144  | Juan Miguel Mercado | 363    |
| 186  | Richard Virenque    | 287    |

### Équipe
L'équipe Quick Step a terminé à la 5e place mondiale avec 8321 points.